# 三星心系天下
三星心系天下是三星电子与中国电信联合推出的旗艦商務手机，于2008年底开始推出，之後每年12月皆固定推出新款。
2017年因適逢該系列推出第十年，除了正常版「W2018」外，更推出鑲有四顆鋯鑽的、機身鑲刻專屬序號、儲存空間加大的典藏版「W2018」。「W2018」在安全性上使用虹膜識別及面部識別。